# Ophiomyia angustilunula
Ophiomyia angustilunula är en tvåvingeart som beskrevs av Spencer 1963. Ophiomyia angustilunula ingår i släktet Ophiomyia och familjen minerarflugor. Inga underarter finns listade i Catalogue of Life.